# 스튜디오S
주식회사 스튜디오S(영어: Studio S)는 대한민국의 드라마 제작사로, SBS의 자회사이다.

## 연혁
- 1999년 8월 21일: 회사 설립(당시 상호명 SBS인터넷)[4]
- 2000년 3월 25일 : (주) SBSi로 상호변경[5]
- 2009년 9월 16일 : SBS프로덕션의 유통 및 기타사업부문(제작사업부문 제외)을 합병했고[6]   사명도 'SBS콘텐츠허브'로 개칭
- 2010년 3월 16일 : 자회사 '더 스토리웍스'(드라마 제작사) 설립
- 2016년 2월 15일 : '더 스토리웍스' 지분 전량을 SBS에 매각
- 2017년 6월 22일 : 투자/서비스사업을 'SBS네오파트너스', 웹에이전시 사업을 'SBS I&M(현 SBSi)'로 분할[7]
- 2020년 4월 1일 : '더 스토리웍스'와 SBS 드라마본부가 통합하여 드라마 전문 스튜디오 '스튜디오S'를 출범했으며[8]    SBS의 드라마 제작을 스튜디오S가 총괄하는 형태로 조직 개편
- 2024년 7월 1일 : 2024년 4월  SBS콘텐츠허브와 스튜디오S의 합병이 결정되었으며 SBS콘텐츠허브가 존속법인이 됐고 합병과 함께 해당 사명으로[9]  변경